# Соролор
Соролор (также Соро-Лор, Соромлор) — озеро на севере Сургутского района Ханты-Мансийского автономного округа (Тюменская область), расположенное в 56 км к северо-западу от города Когалым, в междуречье рек Котлунгъягун и Энтль-Имиягун, в 18 км к север-северо-западу от озера Коголымлор. 
Имеет форму овала, вытянутого в широтном направлении. Длина озера составляет около 6,2 километра, ширина достигает 4 километра в центральной части. Площадь поверхности — 20,6 км². Расположено на высоте 87 метров над уровнем моря.
Озеро находится в труднодоступной местности, берега сильно заболочены со всех сторон. С юга подступают участки угнетённого соснового леса. Острова отсутствуют. Протокой на юго-западе соединяется с рекой Котлунгъягун, притоком Энтль-Имиягуна (бассейн Карского моря).
На заболоченной территории к юго-западу от озера находится участок Тевлинско-Русскинского месторождения, нефтедобычу осуществляет территориально-производственное предприятие «Когалымнефтегаз», дочерняя структура ООО «ЛУКОЙЛ-Западная Сибирь».